# 南关岭站 (地铁)
南关岭站是大连地铁2号线的地铁站，位于中国辽宁省大连市甘井子区岚岭路与云岭街交叉口西侧，于2022年9月30日开通。

## 车站结构
南关岭站沿岚岭路东西设置，为地下二层岛式站台车站，车站长171.1米，宽18.5米，车站地下一层为站厅层，地下二层为站台层，站台设置全高站台门。
| 地面              | 出入口 | A、B、C出入口                                                                                                 |
| 地下一层          | 站厅   | 客服中心、自动售票机、验票机                                                                                  |
| 地下二层          | 站台   | \| \| \| █ 2号线往海之韵（体育中心） \| \| 島式 · 開左邊车门 \| \| \| \| \| \| █ 2号线往大连北站（終點站） \| |
|                   |        | █ 2号线往海之韵（体育中心）                                                                                   |
| 島式 · 開左邊车门 |        | |
|                   |        | █ 2号线往大连北站（終點站）                                                                                   |

## 车站出口
南关岭站共设3个出口，各出口及周围设施如下所示：
| 出口编号            | 照片 | 出口指示         | 建议前往的目的地                           |
| ------------------- | ---- | ---------------- | ------------------------------------------ |
| A · 出口            |      | 岚岭路（东北侧） | 云岭街，鹏辉新天居，井西小区北区，南岭新城 |
| B · 出口 · （设有） |      | 岚岭路（西北侧） | 中华城・领第，中华城，玉岭街               |
| C · 出口            |      | 岚岭路（西北侧） | 云岭北园，大连市第十九中学，明德小学       |
| 图例： 设有         |      |                  |                                            |

## 接驳交通

### 公交车
- 南关岭地铁站：508路、1112路

## 车站历史
车站建设时期工程名为南关岭镇站，开通前确定以南关岭站作为车站正式名称。
- 2012年8月8日，车站主体工程开工。
- 2013年5月1日，车站主体结构封顶[2]。
- 2022年9月30日，车站随2号线二期北段通车开通[1]。